# Marchesato di Oristano
Il marchesato di Oristano fu costituito nel 1410 e durò fino al 1478, in seguito alla morte di Mariano V, secondogenito di Eleonora, quando il giudicato di Arborea (nonostante le recriminazioni di Guglielmo III di Narbona) fu assoggettato definitivamente alla Corona d'Aragona ad eccezione di un limitato territorio intorno ad Oristano.
Il nuovo feudo, unitamente alla contea del Goceano, fu attribuito dal re Martino I a Leonardo Cubello, discendente in linea diretta maschile dal giudice arborense Ugone II (1321-1336).

## Territori del marchesato[2]
Il marchesato era costituito dalla parte più fertile e strategica dell'antico giudicato, cioè dai Campidani di Cabras, Simaxis e Milis, dalla curatoria di Bonorzuli, dalla contea del Goceano (con il suo castello), dalla murata città di Oristano (28 torri, tre porte, 2,007 km di circuito, il palazzo giudicale che verrà chiamato "del marchese"), dal golfo (con le isolette di Malu Entu e il Catalano), nonché la costa tra il promontorio del Sinis e Capo Mannu.

## Marchesi di Oristano e conti del Goceano[3]
| N° | Titolo           | Nome                                    | Dal  | Al   | Consorte                    |
| 1  | Marchese e Conte | Leonardo I Cubello-de Serra Bas         | 1410 | 1427 | Quirica Deyana              |
| 2  | Marchese e Conte | Antonio I Cubello-de Serra Bas          | 1427 | 1455 | Eleonora Folch de Cardona   |
| 3  | Marchese e Conte | Salvatore I Cubello-de Serra Bas        | 1455 | 1470 | Caterina Centelles de Oliva |
| 4  | Marchese e Conte | Leonardo II Alagon Cubello-de Serra Bas | 1470 | 1478 | Maria Linan de Morillo      |

## I Cubello e storia del marchesato

Lo stemma del marchesato di Oristano

Il cognome Cubello (sardizzato in Cubeddu) è tuttora diffuso nella Sardegna settentrionale, ma si individua un ceppo pure a Cagliari: dovrebbe derivare dal diminutivo di cuba (mastello per la fermentazione del mosto).
Cubello, Cupello, Cubeddu: "cubeddu o cubedda" ha il significato di tinozzo, detto pure "cubidìna e viene da cuba o cupa , cioè botte o tino, dal latino cupa. "Cubone o cupone" è denominato il grosso tino o botte ad un solo fondo per la fermentazione del mosto con le vinacce.
Ancora oggi il cognome Cubeddu è reperibile in 133 comuni italiani (di cui 56 in Sardegna e gli altri di origine sarda). Cubello, invece, non è più presente nell'isola, ma in 33 comuni di altre regioni. I Cubello sono menzionati in antichi documenti sardi medievali.
Costanza Cubello, figlia del nobile spagnolo Cubèl de Valencia e di un'aristocratica sarda del casato Deyana, sposò, verso la metà del 1300, il donnikello (titolo attribuito ai principi della famiglia giudicale) Salvatore  d'Arborea, erede di Nicola, cadetto di Ugone II e di Benedetta, dal quale ebbe tre figli, che assunsero il patronimico dei Cubello, tra cui Leonardo I, futuro primo marchese di Oristano e Nicolina.
Anche il noto storico sassarese Giovanni Francesco Fara (1543-1591) ricordò Leonardo e suo figlio Antonio nel "De rebus Sardois II".
I Cubello non sono citati nei condaghi (documenti o registri amministrativi, redatti nei monasteri) e ciò conferma quanto detto sull'origine del cognome. Cubeddu è la versione sarda di Cubello e comparve, nel 1388, tra i firmatari della pace di Eleonora: Cupello Joanne, ville Terranova.
I Cubello si estinsero, dunque, nel 1470, con il marchese Salvatore: per via materna continuarono tramite i molti figli del nipote Leonardo Alagon e della zia Nicolina (Sa Trilla e De Ribelles), trasferitisi in Spagna.
I Cubello misero da parte il loro stemma originario  per adottare il più prestigioso scudo dei de Serra Bas (l'albero sradicato), unito ai pali aragonesi (che Mariano IV fece rimuovere) e alle sei palle degli Alagon, che vi fece aggiungere Leonardo II.

### Leonardo I  (Oristano, 1362 - Oristano, 9 novembre 1427)
Nacque ad Oristano da Salvatore de Serra Bas, nipote del giudice Mariano IV, e da Costanza Cubello, di agiata famiglia del luogo. Scelse per sé e i figli di usare il cognome materno e, nel 1407, assunse l'incarico di podestà del capoluogo del marchesato.
Era il più prossimo congiunto in linea maschile del sovrano arborense: infatti, in seguito alla morte di Mariano V (1407), il re Martino I d'Aragona trattò proprio con lui per trovare una soluzione alla guerra in corso. Ma i sardi preferirono Guglielmo III di Narbona, nipote di Beatrice d'Arborea, sorella di Eleonora: il 26 giugno 1409 avvenne lo scontro tra gli eserciti aragonesi e arborensi, nella battaglia di Sanluri, il visconte di Narbona fu costretto a riparare nelle sue terre francesi, lasciando ad Oristano Leonardo Cubello, in qualità di luogotenente.
Gli aragonesi, però, volevano occupare Oristano: la controversia fu risolta il 29 marzo 1410 nella chiesa di San Martino. Il trattato sanciva la fine del giudicato di Arborea e Oristano col Campidano Maggiore, Milis e il Goceano venivano assegnati al Cubello col titolo ereditario di marchese e conte, con gli stessi privilegi degli antichi sovrani, unitamente ad un versamento di 30.000 fiorini d'oro e un'imposta annua di 800.
Guglielmo III di Narbona (II come giudice di Arborea) ritornò in Sardegna, ma dovette rinunciare ai suoi diritti. Leonardo, astutamente, entrò nelle grazie dei nuovi monarchi aragonesi Ferdinando I e Alfonso V il Magnanimo e, nonostante varie accuse di tradimenti e omicidi, ampliò il suo territorio e poté goderlo dimorando nell'ex residenza giudicale di Oristano (che i sudditi chiamavano ora "palazzo del marchese") e nel castello del Goceano con la moglie Quirica Deyana e i figli Antonio, Salvatore e Benedetta.
Morì, all'età di 65 anni, il 9 novembre 1427 e presumibilmente fu sepolto nel duomo di Oristano, nella cappella di San Bartolomeo, secondo la volontà testamentaria del nonno Ugone II di Arborea.

### Antonio I  (Oristano, 1396 - Oristano, 1455)
Nel 1411, anno in cui fu siglato l'accordo di San Martino (che abolì il titolo di giudice e portò all'estinzione dello staterello), Antonio aveva solo quindici anni ma, come garanzia dell'adempimento degli obblighi imposti, avrebbe dovuto fungere da ostaggio e partire per Barcellona: una sua indisposizione, però, fece sì che al suo posto vi andasse il fratello minore Salvatore. Antonio, guarito, raggiungerà dopo poco tempo la capitale aragonese e conseguì una buona formazione alla corte di Ferdinando I, diventando amico del principe ereditario e futuro sovrano Alfonso. Nel 1451 il re lo fece sposare con Eleonora Folch de Cardona, di stimata famiglia locale.
Nel 1427 la scomparsa del padre Leonardo gli fece acquisire il rango marchesale: la situazione politico-economica non era sempre semplice, i sardi irrequieti, ma la ricchezza e potenza nell'isola di Antonio lo faceva considerare dal monarca un alleato e non un vassallo.
Il marchese dimostrò autentica lealtà nei confronti della corona aragonese: collaborò in modo costruttivo nelle difficili e sanguinose dispute con il regno di Sicilia e la repubblica di Genova: Alfonso V gli manifestò riconoscenza con l'ammissione della linea femminile alla successione del marchesato.
La situazione in Sardegna era più tranquilla dopo l'espulsione dei Doria, ma, approfittando dell'assenza del re, i funzionari regi abusavano del potere di tassare il popolo che giunse ad una vera e propria esasperazione. Antonio Cubello intervenne, dunque, presso il sovrano e lo convinse a convocare lo Stamento militare, in cui davvero fu ridimensionata e migliorata la situazione dei sudditi.
Antonio, vedovo e senza figli, morì, all'età di 59 anni, ad Oristano: assai rimpianto dal popolo, gli succedette il fratello minore Salvatore.

### Salvatore I  (Oristano, 1398 - Oristano, 1470)

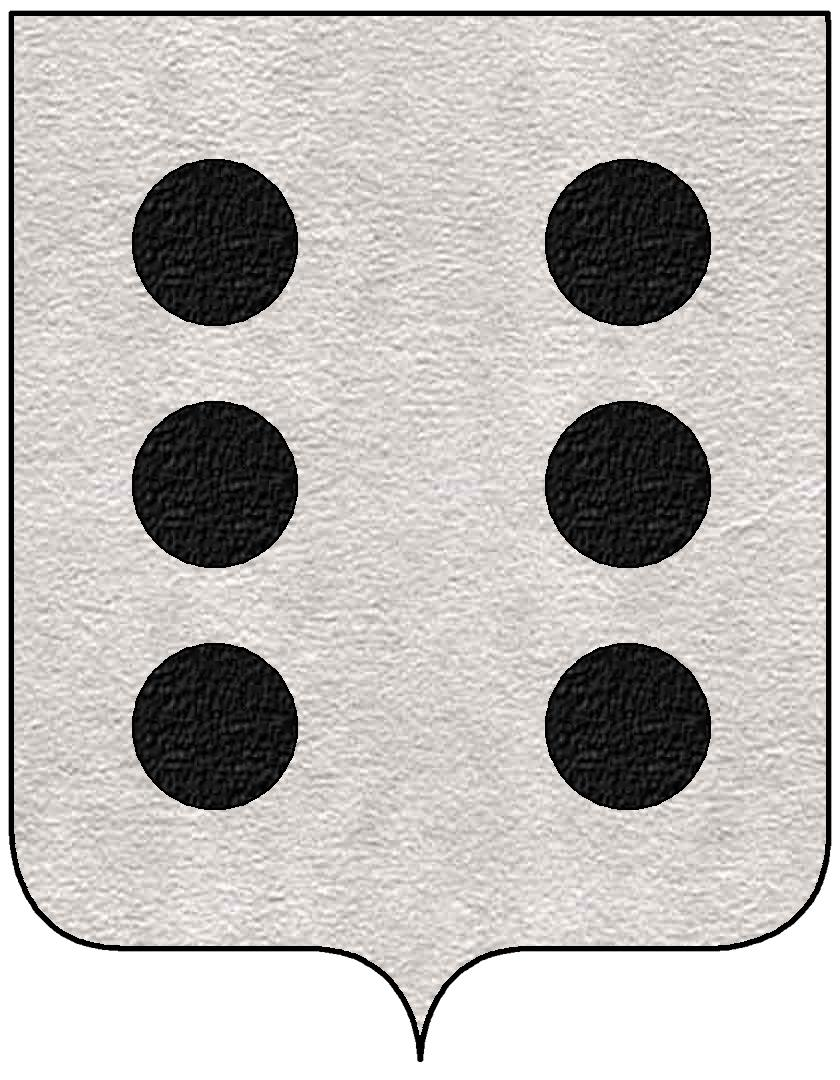
il blasone degli Alagon

Salvatore, come ribadito, ricevette la sua educazione presso la corte di Ferdinando I di Aragona. In seguito fu fedele servitore, per fini militari, del nuovo sovrano Alfonso V il Magnanimo: partecipò attivamente alle campagne contro la Castiglia, la Sicilia e l'isola tunisina di Gerba.
L'assedio di Gaeta e la battaglia navale di Ponza (1435), però, costarono cari a lui e al re, fatti prigionieri da Genova. Liberato, Salvatore rientrò in Sardegna per dedicarsi agli affari del marchesato.
Il marchese si dedicava molto ad aumentare il patrimonio immobiliare: vendette, infatti, per 1000 fiorini d'oro al fratello Antonio la propria quota paterna di eredità, incamerò beni appartenuti alla madre e alla moglie Caterina Centelles, ricevette cospicue donazioni dal re e divenne, pertanto, uno dei più ricchi ed influenti feudatari dell'isola.
Salvatore morì senza eredi diretti, all'età di 72 anni, assai avanzata per quei tempi, dopo aver nominato successore (molto contestato) il nipote Leonardo Alagon, figlio di sua sorella Benedetta e di Artaldo.

### Leonardo II Alagon (Oristano, 1436 - Xàtiva 1494) e fine del marchesato

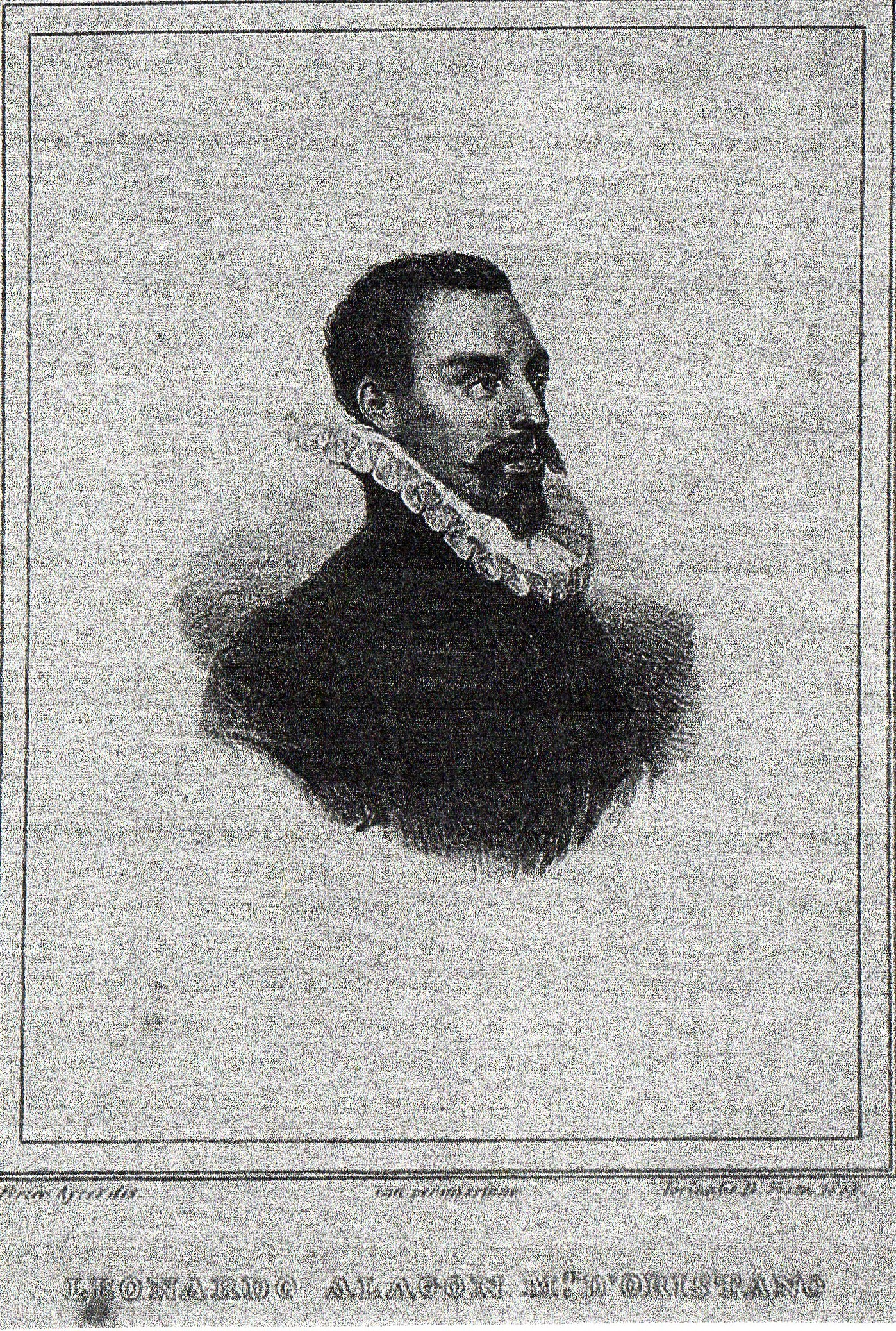
Leonardo Alagon,
ultimo marchese di Oristano

Figlio di Benedetta Cubello, sorella dei marchesi Antonio e Salvatore, e di Artaldo, signore delle cittadine aragonesi di Pena e Sàstago, convolò a nozze, a 15 anni, il 22 gennaio 1451, a Saragozza, con la nobile Maria de Morillo y Lenan, dalla quale avrà sei figli.
In seguito alla morte del padre subentrò nel suo feudo catalano di Almuniente, ma soprattutto la sua vita cambiò radicalmente, nella primavera del 1470, quando ereditò il marchesato di Oristano e la contea del Goceano dallo zio materno Salvatore Cubello, deceduto senza figli.
Gli Alagon erano tra le più antiche e illustri casate d'Aragona e rientravano, al secondo posto, delle otto Grandes Casas del regno, preceduti solo dai Villahermosa-Ribagorza.
I figli legittimi di Leonardo e di Maria furono: Artaldo (+1478), Giovanni, Antonio, Salvatore, Eleonora e Maria: da loro discesero gli attuali esponenti della famiglia e la linea di Villasor.
La successione del trentaquattrenne Leonardo fu energicamente contestata dal viceré di Sardegna e suo congiunto Nicolò Carroz che appunto pretendeva il ricco feudo per sé. Leonardo non permise, poi, alla figlia Eleonora di sposare Dalmazzo, rampollo di Nicolò: la disputa si acuì ulteriormente e il Carroz tentò di occupare Oristano, ma fu sconfitto nella battaglia di Uras il 14 aprile 1470.
Il re di Aragona Giovanni II tentò un intervento per favorire la fine delle ostilità raccomandando al Carroz di non ostacolare il percorso degli ambasciatori di Leonardo, diretti a Barcellona per ottenere la sanzione regia dei diritti feudali. Ma questa volta fu l'Alagon a non volere la pace: occupò gli strategici castelli di Monreale e di Sanluri e pose Cagliari sotto assedio. La disputa dinastica familiare si trasformò presto in guerra contro il regno di Sardegna.
Nel dicembre 1472 il re si apprestò, dunque, a combattere duramente i ribelli e solo l'ingerenza del re di Napoli Ferdinando I favorì la possibilità di un compromesso. A Leonardo furono dunque riconosciuti tutti i diritti degli avi e il privilegio di non doversi sottomettere al viceré.
La pace, però, non fu rispettata specialmente ad opera della famiglia Carroz. Riprese la guerriglia e il sovrano invitò i suoi funzionari a cessare le ostilità e l'Alagon a versare la somma pattuita per l'omaggio feudale. Ma gli Alagon non cedettero e il monarca, nel 1477, li dichiarò ribelli condannandoli a morte, requisendo il feudo e il patrimonio allodiale. La lotta continuò strenuamente fino al 19 maggio 1478, quando le truppe del regno di Sardegna sbaragliarono gli Alagon nella battaglia di Macomer. A causa di un tradimento, indi, i ribelli furono imbarcati su una nave che li condusse a Barcellona e incarcerati nel castello valenzano di Xàtiva. Leonardo morì, all'età di 58 anni, nella suddetta fortezza e fu tumulato nel cimitero locale.
Nel 1478, in seguito alla sconfitta di Leonardo, il titolo di marchese di Oristano fu assunto dal re di Aragona (in quanto sovrano di Sardegna) e la città divenne regia, ossia non più sottoposta a un feudatario ma direttamente al governo centrale. Anche dopo la fine del regnum Sardiniae e del feudalesimo, i re di Sardegna hanno continuato a portare la suddetta dignità a livello onorifico. Avevano e hanno ancora facoltà di fregiarsene formalmente: i sovrani di Spagna, i re di Sardegna e d'Italia appartenenti a Casa Savoia, compresi i pretendenti al trono, nonché la linea primigenia maschile derivante dall'imperatore Carlo VI d'Asburgo che fu monarca dell'isola dal 1707 al 1720.